# بطحيشية
البطحيش أو البَجْن أو البطريخ هي أسماء شائعة لأسماك الفصيلة البطحيشية (الاسم العلمي: Cyprinodontidae) التي تتبع رتبة بطحيشيات الشكل من طائفة شعاعيات الزعانف. فصيلة سمك صغير يشبه الشبوط.

## التصنيف
- البطحيشاوات
  - البطحيش

### الأجناس
- أفانيوس
- Cualac
- Cubanichthys
- بطحيش
- Floridichthys
- Garmanella
- سمكة العلم سمكة العلم
- Megupsilon
- Orestias
- سمكة الجرو العربية